# Castilleja densiflora
Castilleja densiflora är en snyltrotsväxtart som först beskrevs av George Bentham, och fick sitt nu gällande namn av Tsan Iang Chuang och L.R. Heckard. Castilleja densiflora ingår i släktet målarborstar, och familjen snyltrotsväxter.

## Underarter
Arten delas in i följande underarter:
- C. d. gracilis
- C. d. obispoensis

## Bildgalleri

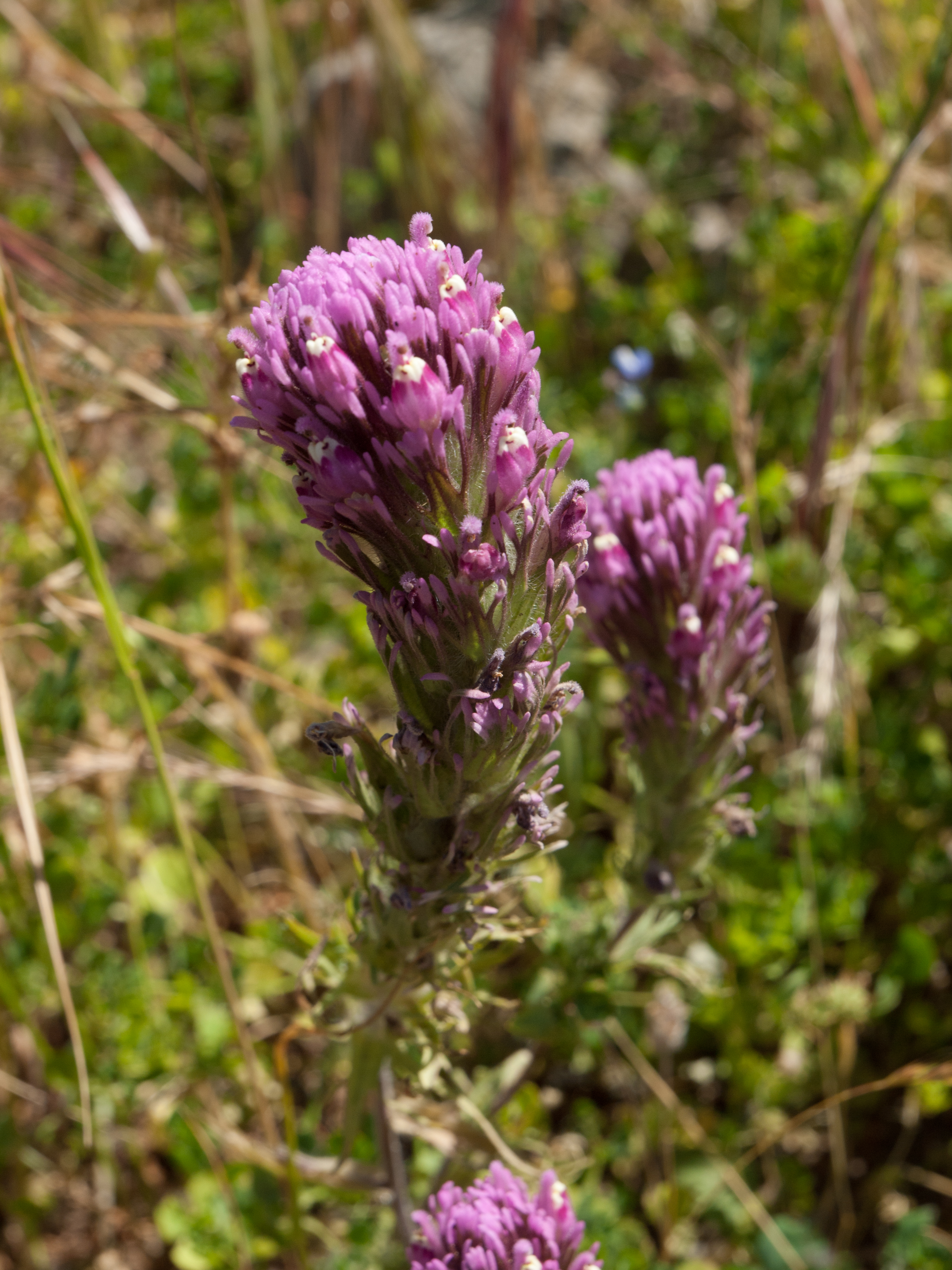